# Oreopsyche monteiroi
Oreopsyche monteiroi är en fjärilsart som beskrevs av Jean Bourgogne 1953. Oreopsyche monteiroi ingår i släktet Oreopsyche och familjen säckspinnare. Inga underarter finns listade i Catalogue of Life.